# Talgjount
Talgjount (franska: Talgjount (CR), Talgjount (Commune Rurale), arabiska: تافنكولت) är en kommun i Marocko.   Den ligger i provinsen Taroudannt och regionen Souss-Massa, i den centrala delen av landet, 400 km söder om huvudstaden Rabat. Antalet invånare är 5 662.